# Let's Go Fly a Coot
Let's Go Fly a Coot, llamado El abuelo piloto en Hispanoamérica y Memo volador en España, es un episodio perteneciente a la vigesimosexta temporada de la serie animada Los Simpson, será emitido el 3 de mayo de 2015 en EE. UU. El episodio fue escrito por Jeff Westbrook.  

## Sinopsis
Los Simpson aprenden mientras pasan los días con el Abuelo en la Fuerza Aérea, y Bart toma la decisión de fumar para impresionar a la prima holandesa de Milhouse, Annika.